# Afrogamasellus lyamunguensis
Afrogamasellus lyamunguensis är en spindeldjursart som beskrevs av Hurlbutt 1974. Afrogamasellus lyamunguensis ingår i släktet Afrogamasellus och familjen Rhodacaridae. Inga underarter finns listade i Catalogue of Life.